# 凤凰街道 (荆州市)
凤凰街道是中华人民共和国湖北省荆州市荆州区下辖的一个街道办事处，1995年2月至2019年6月爲郢城镇（荆北街道）一部分，1995年2月前曾是江陵縣城之組成部分。

## 行政区划
凤凰街道下辖以下村级行政区划单位：
郢城村、岳山村、高路村、黄山村、郢北村、彭湖村和海湖村。